# Bangladeschische Frauen-Cricket-Nationalmannschaft in den West Indies in der Saison 2024/25
Die Tour der bangladeschischen Frauen-Cricket-Nationalmannschaft auf die West Indies in der Saison 2024/25 fand vom 19. bis zum 31. Januar 2025 statt. Die internationale Cricket-Tour war Bestandteil der Internationalen Cricket-Saison 2024/25 und umfasste drei WODIs und drei WTwenty20. Die WODIs waren Teil der ICC Women’s Championship 2022–2025. Die West Indies gewannen die WODI-Serie mit 2–1 und die WTwenty20-Serie mit 3–0.

## Vorgeschichte
Die West Indies spielten zuvor eine Tour in Indien, während Bangladesch eine Heimtour gegen Irland austrug. Das war das erste Aufeinandertreffen für beide Mannschaften bei einer bilateralen Tour.

## Stadion
Das folgende Stadion wurden für das Turnier ausgewählt.
| Stadt      | Land                | Stadion     | Kapazität | Spiele                     |
| ---------- | ------------------- | ----------- | --------- | -------------------------- |
| Basseterre | St. Kitts und Nevis | Warner Park | 8.000     | 1. – 3. WODI; 1. – 3. WT20 |

## Kaderlisten
Die West Indies benannten ihre Kader am 9. Januar 2025.
| WODI | WODI | WTwenty20 | WTwenty20 |
| West Indies | Bangladesch | West Indies | Bangladesch |
| --- | --- | --- | --- |
| - Hayley Matthews (K) - Shemaine Campbelle (VK, wk) - Aaliyah Alleyne - Nerissa Crafton - Deandra Dottin - Afy Fletcher - Cherry-Ann Fraser - Shabika Gajnabi - Jannillea Glasgow - Chinelle Henry - Zaida James - Qiana Joseph - Mandy Mangru - Ashmini Munisar - Karishma Ramharack | - Nigar Sultana (K, wk) - Nahida Akter (VK) - Dilara Akter (wk) - Fahima Khatun - Fargana Hoque - Fariha Trisna - Lata Mondal - Marufa Akter - Murshida Khatun - Rabeya Khan - Sanjida Akter Meghla - Sharmin Akhter - Shorna Akter - Sobhana Mostary - Sultana Khatun - Taj Nehar | - Hayley Matthews (K) - Shemaine Campbelle (VK, wk) - Aaliyah Alleyne - Nerissa Crafton - Deandra Dottin - Afy Fletcher - Cherry-Ann Fraser - Shabika Gajnabi - Jannillea Glasgow - Chinelle Henry - Zaida James - Qiana Joseph - Mandy Mangru - Ashmini Munisar - Karishma Ramharack | - Nigar Sultana (K, wk) - Nahida Akter (VK) - Dilara Akter (wk) - Fahima Khatun - Fargana Hoque - Fariha Trisna - Lata Mondal - Marufa Akter - Murshida Khatun - Rabeya Khan - Sanjida Akter Meghla - Sharmin Akhter - Shorna Akter - Sultana Khatun - Sobhana Mostary - Taj Nehar |

## Women’s One-Day Internationals

### Erstes WODI in Basseterre
| 19. Januar Scorecard | Basseterre | Bangladesch 198-9 (50)            | – | West Indies 202-1 (31.4) |
|                      |            | West Indies gewinnt mit 9 Wickets |   |                          |

Die West Indies gewannen den Münzwurf und entschieden sich als Feldmannschaft zu beginnen. Als Spielerin des Spiels wurde Hayley Matthews ausgezeichnet.

### Zweites WODI in Basseterre
| 21. Januar Scorecard | Basseterre | Bangladesch 184 (46.5)          | – | West Indies 124 (35) |
|                      |            | Bangladesch gewinnt mit 60 Runs |   |                      |

Die West Indies gewannen den Münzwurf und entschieden sich als Feldmannschaft zu beginnen. Als Spielerin des Spiels wurde Nahida Akter ausgezeichnet.

### Drittes WODI in Basseterre
| 24. Januar Scorecard | Basseterre | Bangladesch 118 (43.5)            | – | West Indies 122-2 (27.3) |
|                      |            | West Indies gewinnt mit 8 Wickets |   |                          |

Bangladesch gewann den Münzwurf und entschied sich als Schlagmannschaft zu beginnen. Als Spielerin des Spiels wurde Karishma Ramharack ausgezeichnet.

## Women’s Twenty20 International

### Erstes WTwenty20 in Basseterre
| 27. Januar Scorecard | Basseterre | Bangladesch 144-3 (20)            | – | West Indies 145-2 (16.5) |
|                      |            | West Indies gewinnt mit 8 Wickets |   |                          |

Bangladesch gewann den Münzwurf und entschied sich als Schlagmannschaft zu beginnen. Als Spielerin des Spiels wurde Deandra Dottin ausgezeichnet.

### Zweites WTwenty20 in Basseterre
| 29. Januar Scorecard | Basseterre | West Indies 201-6 (20)           | – | Bangladesch 95-9 (20) |
|                      |            | West Indies gewinnt mit 106 Runs |   |                       |

Bangladesch gewann den Münzwurf und entschied sich als Feldmannschaft zu beginnen. Als Spielerin des Spiels wurde Qiana Joseph ausgezeichnet.

### Drittes WTwenty20 in Basseterre
| 31. Januar Scorecard | Basseterre | Bangladesch 104-8 (20)            | – | West Indies 105-5 (18.3) |
|                      |            | West Indies gewinnt mit 5 Wickets |   |                          |

Die West Indies gewannen den Münzwurf und entschieden sich als Feldmannschaft zu beginnen. Als Spielerin des Spiels wurde Jannillea Glasgow ausgezeichnet.

## Auszeichnungen

### Player of the Series
Als Player of the Series wurden der folgende Spielerinnen ausgezeichnet.
| Serie | Player of the Series |
| ----- | -------------------- |
| WODI  | Karishma Ramharack   |
| WT20  | Deandra Dottin       |

### Player of the Match
Als Player of the Match wurden die folgenden Spielerinnen ausgezeichnet.
| Spiel   | Player of the Match |
| ------- | ------------------- |
| 1. WODI | Hayley Matthews     |
| 2. WODI | Nahida Akter        |
| 3. WODI | Karishma Ramharack  |
| 1. WT20 | Deandra Dottin      |
| 2. WT20 | Qiana Joseph        |
| 3. WT20 | Jannillea Glasgow   |